# Alexandru Borbely
Alexandru Borbely (ur. 1 stycznia 1900 w Bukareszcie, zm. 26 sierpnia 1987) – rumuński piłkarz, reprezentant kraju, grający na pozycji pomocnika.

## Kariera klubowa
Borbely swoją przygodę z piłką rozpoczął w zespole Olimpia Satu Mare. W 1928 dołączył do Juventusu Bukareszt, z którego przeszedł do Belvedere Bukareszt.
W trakcie swojej piłkarskiej kariery występował także w drużynach ASCAM Bukareszt, Craiu Iovan Craiova, Metalosport Bukareszt. Karierę piłkarską zakończył w 1941 w zespole Sănătatea Bukareszt.

## Kariera reprezentacyjna
Borbely zadebiutował w drużynie narodowej 21 kwietnia 1929 w wygranym 3:0 meczu z Bułgarią. Rok później został powołany na pierwsze w historii Mistrzostwa Świata. Nie wystąpił tam jednak w żadnym spotkaniu, a Rumunia odpadła w fazie grupowej.
Ostatni raz w reprezentacji zagrał 8 maja 1932 w wygranym 4:1 spotkaniu z Austrią. Łącznie Borbely w latach 1929–1932 wystąpił w 5 spotkaniach kadry Rumunii. 
| Mecze i gole w reprezentacji | Mecze i gole w reprezentacji | Mecze i gole w reprezentacji | Mecze i gole w reprezentacji | Mecze i gole w reprezentacji | Mecze i gole w reprezentacji | Mecze i gole w reprezentacji |
| #                            | Data                         | Miasto                       | Przeciwnik                   | Gol                          | Wynik                        | Rozgrywki                    |
| ---------------------------- | ---------------------------- | ---------------------------- | ---------------------------- | ---------------------------- | ---------------------------- | ---------------------------- |
| 1.                           | 21.04.1929                   | Bukareszt                    | Bułgaria                     |                              | 3:0                          | towarzyski                   |
| 2.                           | 12.10.1930                   | Sofia                        | Bułgaria                     |                              | 3:5                          | Balkan Cup                   |
| 3.                           | 28.01.1931                   | Zagrzeb                      | Jugosławia                   |                              | 4:2                          | Balkan Cup                   |
| 4.                           | 23.08.1931                   | Warszawa                     | Polska                       |                              | 3:2                          | towarzyski                   |
| 5.                           | 08.05.1932                   | Bukareszt                    | Austria                      |                              | 4:1                          | towarzyski                   |